# 센트럴 디비전 (NBA)
센트럴 디비전(영어: Central Division)은 NBA(영어: National Basketball Association) 동부 콘퍼런스(영어: Eastern Conference)의 3개 디비전 중 하나다. 디비전은 시카고 불스, 클리블랜드 캐벌리어스, 디트로이트 피스턴스, 인디애나 페이서스, 밀워키 벅스 등 5개 팀으로 구성돼 있다. 클리블랜드 캐벌리어스를 제외한 모든 팀은 이전 미드웨스트 디비전(영어: Midwest Division) 팀이므로, 1970년대 미드웨스트 디비전과 크게 유사하다.
디비전은 1970~1971 시즌이 시작될 때 버펄로 브레이브스, 클리블랜드 캐벌리어스, 포틀랜드 트레일 블레이저스가 추가되면서 리그가 14개 팀에서 17개 팀으로 확장되면서 만들어졌다. 리그는 서부 콘퍼런스(영어: Western Conference)와 동부 콘퍼런스(영어: Eastern Conference)라는 두 개의 콘퍼런스로 재편되었고, 각 콘퍼런스로 두 개의 디비전이 있었다. 센트럴 디비전에 애틀랜타 호크스, 볼티모어 불리츠, 신시내티 로열스, 클리블랜드 캐벌리어스 등 4팀이 창단 멤버로 시작했다. 애틀랜타 호크스는 웨스턴 디비전(영어: Western Division)에서, 볼티모어 불리츠와 신시내티 로열스는 이스턴 디비전(영어: Eastern Division)에서 이동했다.
13번의 NBA 챔피언이 센트럴 디비전에서 나왔다. 시카고 불스는 6번, 디트로이트 피스턴스 3번, 밀워키 벅스 2번, 볼티모어 불리츠와 클리블랜드 캐벌리어스는 각각 1번씩 우승했다. 1977~1978 시즌 볼티모어 불리츠와 2003~2004 시즌 디트로이트 피스턴스를 제외한 모든 팀은 디비전 챔피언이었다. 2005~2006 시즌에는 디비전 소속 5개 팀 모두 플레이오프 진출 자격을 얻었다. 전체적으로 벅스는 13번의 디비전 타이틀을 획득했고, 시카고 불스와 디트로이트 피스턴스는 각각 9번의 디비전 타이틀을 획득했다. 디비전은 5개 팀 중 4개 팀이 NBA 우승을 차지하는 등 우승 경험이 있는 팀 비율이 가장 높다. 비록 그들이 2000년 NBA 파이널에 진출했지만, 인디애나 페이서스는 유일한 예외이다.
디비전은 이전에 웨스턴 디비전 및 이스턴 디비전과 함께 NBA의 3개 디비전 중 하나로 1949~1950 시즌 한 시즌 동안 존재했다. 1970년에 결성된 현재의 센트럴 디비전은 동부콘퍼런스의 3개 디비전 중 하나이다. 2024~2025 시즌 디비전 챔피언은 클리블랜드 캐벌리어스이다.

## 현재 디비전 소속 팀
| 구단명                | 연고지                    | 경기장                | 수용인원      | 창설          | 가맹          | 창설 당시 소속    |
| 센트럴 디비전         | 센트럴 디비전             | 센트럴 디비전         | 센트럴 디비전 | 센트럴 디비전 | 센트럴 디비전 | 센트럴 디비전     |
| --------------------- | ------------------------- | --------------------- | ------------- | ------------- | ------------- | ----------------- |
| 시카고 불스           | 일리노이주 시카고         | 유나이티드 센터       | 20,917명      | 1966년        | 1966년        | 미드웨스트 디비전 |
| 클리블랜드 캐벌리어스 | 오하이오주 클리블랜드     | 로키 아레나           | 19,432명      | 1970년        | 1970년        | 센트럴 디비전     |
| 디트로이트 피스턴스   | 미시간주 디트로이트       | 리틀시저스 아레나     | 20,332명      | 1937년        | 1948년        | 세미프로팀        |
| 인디애나 페이서스     | 인디애나주 인디애나폴리스 | 게인브리지 필드하우스 | 17,274명      | 1967년        | 1976년        | ABA               |
| 밀워키 벅스           | 위스콘신주 밀워키         | 파이서브 포럼         | 17,385명      | 1968년        | 1968년        | 미드웨스트 디비전 |

## 과거 디비전에 소속 되었던 팀
| 구단명            | 연고지                  | 참가년도      | 경기장               | 수용인원 | 비고                        |
| ----------------- | ----------------------- | ------------- | -------------------- | -------- | --------------------------- |
| 애틀랜타 호크스   | 조지아주 애틀랜타       | 1970년~2004년 | 필립스 아레나        | 18,047명 | 현 사우스이스트 디비전 소속 |
| 올랜도 매직       | 플로리다주 올랜도       | 1989년~1990년 | 올랜도 아레나        | 17,461명 | 현 사우스이스트 디비전 소속 |
| 워싱턴 불리츠     | 워싱턴 D.C.             | 1970년~1978년 | US 에어웨이스 아레나 | 18,765명 | 현 사우스이스트 디비전 소속 |
| 샬럿 호니츠       | 노스캐롤라이나주 샬럿   | 1990년~2002년 | 샬럿 콜리시엄        | 20,042명 | 현 사우스이스트 디비전 소속 |
| 뉴올리언스 호니츠 | 루이지애나주 뉴올리언스 | 2002년~2004년 | 뉴올리언스 아레나    | 16,867명 | 빈칸                        |
| 뉴올리언스 재즈   | 루이지애나주 뉴올리언스 | 1976년~1979년 | 루이지애나 슈퍼돔    | 55,675명 | 빈칸                        |
| 휴스턴 로키츠     | 텍사스주 휴스턴         | 1972년~1980년 | 더 슈미트            | 16,285명 | 현 사우스웨스트 디비전 소속 |
| 샌안토니오 스퍼스 | 텍사스주 샌안토니오     | 1976년~1980년 | 헤미스페어 아레나    | 16,057명 | 현 사우스웨스트 디비전 소속 |
| 신시내티 로열스   | 오하이오주 신시내티     | 1970년~1972년 | 신시내티 가든        | 8,016명  | 빈칸                        |
| 토론토 랩터스     | 온타리오주 토론토       | 1995년~2004년 | 에어 캐나다 센터     | 19,800명 | 현 애틀랜틱 디비전 소속     |

## 역대 디비전 라인업
| 연도          | 팀 | 참가팀 수 |
| ------------- | --- | --------- |
| 1970년~1972년 | 애틀랜타 호크스 · 볼티모어 불리츠 · 신시내티 로열스 · 클리블랜드 캐벌리어스                                                         | 4팀       |
| 1972년~1973년 | 애틀랜타 호크스 · 볼티모어 불리츠 · 클리블랜드 캐벌리어스 · 휴스턴 로키츠                                                           | 4팀       |
| 1973년~1974년 | 애틀랜타 호크스 · 캐피털 불리츠 · 클리블랜드 캐벌리어스 · 휴스턴 로키츠                                                             | 4팀       |
| 1974년~1976년 | 애틀랜타 호크스 · 클리블랜드 캐벌리어스 · 휴스턴 로키츠 · 뉴올리언스 재즈 · 워싱턴 불리츠                                           | 5팀       |
| 1976년~1978년 | 애틀랜타 호크스 · 클리블랜드 캐벌리어스 · 휴스턴 로키츠 · 뉴올리언스 재즈 · 샌안토니오 스퍼스 · 워싱턴 불리츠                       | 6팀       |
| 1978년~1979년 | 애틀랜타 호크스 · 클리블랜드 캐벌리어스 · 디트로이트 피스턴스 · 휴스턴 로키츠 · 뉴올리언스 재즈 · 샌안토니오 스퍼스                 | 6팀       |
| 1979년~1980년 | 애틀랜타 호크스 · 클리블랜드 캐벌리어스 · 디트로이트 피스턴스 · 휴스턴 로키츠 · 인디애나 페이서스 · 샌안토니오 스퍼스               | 6팀       |
| 1980년~1989년 | 애틀랜타 호크스 · 시카고 불스 · 클리블랜드 캐벌리어스 · 디트로이트 피스턴스 · 인디애나 페이서스 · 밀워키 벅스                       | 6팀       |
| 1989년~1990년 | 애틀랜타 호크스 · 시카고 불스 · 클리블랜드 캐벌리어스 · 디트로이트 피스턴스 · 인디애나 페이서스 · 밀워키 벅스 · 올랜도 매직         | 7팀       |
| 1990년~1995년 | 애틀랜타 호크스 · 샬럿 호니츠 · 클리블랜드 캐벌리어스 · 디트로이트 피스턴스 · 인디애나 페이서스 · 밀워키 벅스                       | 6팀       |
| 1995년~2002년 | 애틀랜타 호크스 · 샬럿 호니츠 · 클리블랜드 캐벌리어스 · 디트로이트 피스턴스 · 인디애나 페이서스 · 밀워키 벅스 · 토론토 랩터스       | 7팀       |
| 2002년~2004년 | 애틀랜타 호크스 · 클리블랜드 캐벌리어스 · 디트로이트 피스턴스 · 인디애나 페이서스 · 밀워키 벅스 · 뉴올리언스 호니츠 · 토론토 랩터스 | 7팀       |
| 2004년~현재   | 시카고 불스 · 클리블랜드 캐벌리어스 · 디트로이트 피스턴스 · 인디애나 페이서스 · 밀워키 벅스                                         | 5팀       |

<참고사항>
- 1970년  애틀랜타 호크스, 볼티모어 불리츠, 신시내티 로열스, 클리블랜드 캐벌리어스가 창립 멤버로 구성되었다. 신생팀인 클리블랜드 캐벌리어스가 디비전에 합류했다. 애틀랜타 호크스는 웨스턴 디비전에서, 신시내티 로열스와 볼티모어 불리츠는 이스턴 디비전에서 합류했다.
- 1972년 휴스턴 로키츠가 퍼시픽 디비전에서 합류했다. 신시내티 로열스가 연고지를 오하이오주 신시내티에서 미주리주 캔자스시티로 이전하면서 팀명을 캔자스시티-오마하 킹스가 되었으면, 홈경기장도 신시내티 가든에서 캔자스시티 뮤니시펄 오디토리움로 변경되었고, 미드웨스트 디비전에 합류하기 위해 떠났다.
- 1973년 볼티모어 불리츠가 연고지를 메릴랜드주 볼티모어에서 메릴랜드주 칼리지파크로 이전하면서 팀명을 캐피털 불리츠가 되었으면, 홈경기장도 볼티모어 시빅 센터에서 콜 필드 하우스로 변경되었다.
- 1974년 신생팀인 뉴올리언스 재즈가 디비전에 합류했다. 캐피털 불리츠가 팀명을 워싱턴 불리츠로 바뀌었다.
- 1976년NBA와 ABA이 합병하면 ABA팀인 샌안토니오 스퍼스가 합류했다.
- 1978년 디트로이트 피스턴스가 미드웨스트 디비전에서 합류했다. 워싱턴 불리츠가 애틀랜틱 디비전에 합류하기 위해 떠났다.
- 1979년 인디애나 페이서스가 미드웨스트 디비전에서 합류했다. 뉴올리언스 재즈가 연고지를 루이지애나주 뉴올리언스에서 유타주 솔트레이크시티로 이전하면서 팀명을 유타 재즈가 되었으면, 홈경기장도 루이지애나 슈퍼돔에서 솔트 팰리스로 변경되었고, 미드웨스트 디비전에 합류하기 위해 떠났다.
- 1980년 시카고 불스와 밀워키 벅스가 미드웨스트 디비전에서 합류했다. 휴스턴 로키츠와 샌안토니오 스퍼스가 미드웨스트 디비전에 합류하기 위해 떠났다.
- 1989년 신생팀인 올랜도 매직이 한 시즌 동안 일시적으로 디비전에 합류했다.
- 1990년 샬럿 호니츠가 미드웨스트 디비전에서 합류했다. 올랜도 매직이 한 시즌 동안 일시적으로 미드웨스트 디비전에 합류하기 위해 떠났고, 그 후에는 디비전에 영구적으로 합류했다.
- 1995년 신생팀인 토론토 랩터스가 디비전에 합류했다.
- 2002년 샬럿 호니츠가 루이지애나주 뉴올리언스로 이전하면서 뉴올리언스 호니츠가 되었다. 현재 샬럿 호니츠가 1988년~2002년 호니츠의 역사 기록을 획득한 반면 뉴올리언스 펠리컨스은 뉴올리언스로 이전한 후 호니츠의 기록을 보관하면서 소급하여 확장 팀으로 지정되었다.
- 2004년 뉴올리언스 호니츠가 사우스웨스트 디비전에 합류하기 위해 떠났다. 애틀랜타 호크스는 사우스이스트 디비전에 합류하기 위해 떠났다. 토론토 랩터스는 애틀랜틱 디비전에 합류하기 위해 떠났다.

## 역대 디비전 우승 팀
- 2021~2022 시즌을 시작으로 센트럴 디비전 챔피언은 웨인 엠브리 트로피를 받았다. 다른 디비전 챔피언십 트로피와 마찬가지로 NBA 역사상 아프리카계 미국인 선구자 중 한 명의 이름을 따서 명명되었다. 웨인 엠브리는 1972년 밀워키 벅스에 고용되면서 NBA 최초의 아프리카계 미국인 단장이 되었다. 엠브리 트로피는 200mm(7.9인치) 크리스탈 볼로 구성되어 있다.

| 시즌      | 우승팀                | 시즌 성적      |
| --------- | --------------------- | -------------- |
| 1970~1971 | 볼티모어 불리츠       | 42승 40패 .512 |
| 1971~1972 | 볼티모어 불리츠       | 38승 44패 .463 |
| 1972~1973 | 볼티모어 불리츠       | 52승 30패 .634 |
| 1973~1974 | 캐피털 불리츠         | 47승 35패 .573 |
| 1974~1975 | 캐피털 불리츠         | 60승 22패 .732 |
| 1975~1976 | 클리블랜드 캐벌리어스 | 49승 33패 .598 |
| 1976~1977 | 휴스턴 로키츠         | 49승 33패 .598 |
| 1977~1978 | 샌안토니오 스퍼스     | 52승 30패 .634 |
| 1978~1979 | 샌안토니오 스퍼스     | 48승 34패 .585 |
| 1979~1980 | 애틀랜타 호크스       | 50승 32패 .610 |
| 1980~1981 | 밀워키 벅스           | 60승 22패 .732 |
| 1981~1982 | 밀워키 벅스           | 55승 27패 .671 |
| 1982~1983 | 밀워키 벅스           | 51승 31패 .622 |
| 1983~1984 | 밀워키 벅스           | 50승 32패 .610 |
| 1984~1985 | 밀워키 벅스           | 59승 23패 .720 |
| 1985~1986 | 밀워키 벅스           | 57승 25패 .695 |
| 1986~1987 | 애틀랜타 호크스       | 57승 25패 .695 |
| 1987~1988 | 디트로이트 피스턴스   | 54승 28패 .659 |
| 1988~1989 | 디트로이트 피스턴스   | 63승 19패 .768 |
| 1989~1990 | 디트로이트 피스턴스   | 59승 23패 .720 |
| 1990~1991 | 시카고 불스           | 61승 21패 .744 |
| 1991~1992 | 시카고 불스           | 67승 15패 .817 |
| 1992~1993 | 시카고 불스           | 57승 25패 .695 |
| 1993~1994 | 애틀랜타 호크스       | 57승 25패 .695 |
| 1994~1995 | 인디애나 페이서스     | 52승 30패 .634 |
| 1995~1996 | 시카고 불스           | 72승 10패 .878 |
| 1996~1997 | 시카고 불스           | 69승 13패 .841 |
| 1997~1998 | 시카고 불스           | 62승 20패 .756 |
| 1998~1999 | 인디애나 페이서스     | 33승 17패 .660 |
| 1999~2000 | 인디애나 페이서스     | 56승 26패 .683 |
| 2000~2001 | 밀워키 벅스           | 52승 30패 .634 |
| 2001~2002 | 디트로이트 피스턴스   | 50승 32패 .610 |
| 2002~2003 | 디트로이트 피스턴스   | 50승 32패 .610 |
| 2003~2004 | 인디애나 페이서스     | 61승 21패 .744 |
| 2004~2005 | 디트로이트 피스턴스   | 54승 28패 .659 |
| 2005~2006 | 디트로이트 피스턴스   | 64승 18패 .780 |
| 2006~2007 | 디트로이트 피스턴스   | 53승 29패 .646 |
| 2007~2008 | 디트로이트 피스턴스   | 59승 23패 .720 |
| 2008~2009 | 클리블랜드 캐벌리어스 | 66승 16패 .805 |
| 2009~2010 | 클리블랜드 캐벌리어스 | 61승 21패 .744 |
| 2010~2011 | 시카고 불스           | 62승 20패 .756 |
| 2011~2012 | 시카고 불스           | 50승 16패 .758 |
| 2012~2013 | 인디애나 페이서스     | 49승 32패 .605 |
| 2013~2014 | 인디애나 페이서스     | 56승 26패 .683 |
| 2014~2015 | 클리블랜드 캐벌리어스 | 53승 29패 .646 |
| 2015~2016 | 클리블랜드 캐벌리어스 | 57승 25패 .695 |
| 2016~2017 | 클리블랜드 캐벌리어스 | 51승 31패 .622 |
| 2017~2018 | 클리블랜드 캐벌리어스 | 50승 32패 .610 |
| 2018~2019 | 밀워키 벅스           | 60승 22패 .732 |
| 2019~2020 | 밀워키 벅스           | 56승 17패 .767 |
| 2020~2021 | 밀워키 벅스           | 46승 26패 .639 |
| 2021~2022 | 밀워키 벅스           | 51승 31패 .622 |
| 2022~2023 | 밀워키 벅스           | 58승 24패 .707 |
| 2023~2024 | 밀워키 벅스           | 49승 33패 .598 |
| 2024~2025 | 클리블랜드 캐벌리어스 | 64승 18패 .780 |

### NBA 파이널 우승
| 시즌      | 팀                    | 시즌 성적      |
| --------- | --------------------- | -------------- |
| 1977~1978 | 워싱턴 불리츠         | 44승 38패 .537 |
| 1988~1989 | 디트로이트 피스턴스   | 63승 19패 .768 |
| 1989~1990 | 디트로이트 피스턴스   | 59승 23패 .720 |
| 1990~1991 | 시카고 불스           | 61승 21패 .744 |
| 1991~1992 | 시카고 불스           | 67승 15패 .817 |
| 1992~1993 | 시카고 불스           | 57승 25패 .695 |
| 1995~1996 | 시카고 불스           | 72승 10패 .878 |
| 1996~1997 | 시카고 불스           | 69승 13패 .841 |
| 1997~1998 | 시카고 불스           | 62승 20패 .756 |
| 2015~2016 | 클리블랜드 캐벌리어스 | 53승 29패 .646 |
| 2020~2021 | 밀워키 벅스           | 46승 26패 .639 |

## 역대 팀별 디비전 우승한 연도
| 팀                    | 최근 우승한 연도 |
| --------------------- | ---------------- |
| 애틀랜타 호크스       | 1994년           |
| 샬럿 호니츠           | 빈칸             |
| 시카고 불스           | 2012년           |
| 신시내티 로열스       | 빈칸             |
| 클리블랜드 캐벌리어스 | 2025년           |
| 디트로이트 피스턴스   | 2008년           |
| 휴스턴 로키츠         | 1977년           |
| 인디애나 페이서스     | 2014년           |
| 밀워키 벅스           | 2024년           |
| 뉴올리언스 호니츠     | 빈칸             |
| 뉴올리언스 재즈       | 빈칸             |
| 샌안토니오 스퍼스     | 1979년           |
| 토론토 랩터스         | 빈칸             |
| 워싱턴 불리츠         | 1975년           |

### 디비전 우승 횟수
| 횟수 | 팀                                |
| ---- | --------------------------------- |
| 13회 | 밀워키 벅스                       |
| 9회  | 디트로이트 피스턴스               |
| 8회  | 시카고 불스 클리블랜드 캐벌리어스 |
| 7회  | 인디애나 페이서스                 |
| 5회  | 워싱턴 불리츠                     |
| 3회  | 애틀랜타 호크스                   |
| 2회  | 샌안토니오 스퍼스                 |
| 1회  | 휴스턴 로키츠                     |

## 1949~1950 시즌
1949~1950 시즌에 존재했던 디비전이다. 당시 미니애폴리스 레이커스, 로체스터 로열스, 포트웨인 피스턴스, 시카고 스태그스, 세인트루이스 보머스가 소속되어 있었다.
1950년 이후 센트럴 디비전은 더 이상 존재하지 않았다. 시카고 스태그스, 세인트루이스 보머스는 해체되었고, 포트웨인 피스턴스, 미니애폴리스 레이커스, 로체스터 로열스는 웨스턴 디비전(영어: Western Division)으로 이동했다. 미니애폴리스 레이커스가 첫번째 디비전 우승팀이자 마지막 디비전 우승팀이다.

### 디비전 소속팀 (1949~1950시즌)
| 센트럴 디비전         | 센트럴 디비전           | 센트럴 디비전   | 센트럴 디비전                | 센트럴 디비전 | 센트럴 디비전 |
| 팀                    | 연고지                  | 디비전 참가년도 | 경기장                       | 수용인원      | 비고          |
| --------------------- | ----------------------- | --------------- | ---------------------------- | ------------- | ------------- |
| 미니애폴리스 레이커스 | 미네소타주 미니애폴리스 | 1949년~1950년   | 미니애폴리스 오디토리움      | 10,000명      | 빈칸          |
| 로체스터 로열스       | 뉴욕주 로체스터         | 1949년~1950년   | 에드거톤 파크 아레나         | 3,500명       | 빈칸          |
| 포트웨인 피스턴스     | 인디애나주 포트웨인     | 1949년~1950년   | 노스 사이드 하이 스쿨 체육관 | 3,000명       | 빈칸          |
| 시카고 스태그스       | 일리노이주 시카고       | 1949년~1950년   | 시카고 스타디움              | 18,676명      | 빈칸          |
| 세인트루이스 보머스   | 미주리주 세인트루이스   | 1949년~1950년   | 세인트루이스 아레나          | 18,000명      | 빈칸          |

### 디비전 라인업
| 연도          | 팀                                                                                                  | 참가팀 수 |
| ------------- | --------------------------------------------------------------------------------------------------- | --------- |
| 1949년~1950년 | 미니애폴리스 레이커스 · 로체스터 로열스 · 포트웨인 피스턴스 · 시카고 스태그스 · 세인트루이스 보머스 | 5팀       |

<참고사항>
- 1949년 미니애폴리스 레이커스, 로체스터 로열스, 포트웨인 피스턴스, 시카고 스태그스, 세인트루이스 보머스가 창립 멤버로 구성되었습니다. 시카고 스태그스, 포트웨인 피스턴스, 미니애폴리스 레이커스, 로체스터 로열스, 세인트루이스 보머스가 웨스턴 디비전에서 합류했다.
- 1950년 디비전은 사라졌다. 시카고 스태그스와 세인트루이스 보머스는 해체되었다. 로체스터 로열스, 미니애폴리스 레이커스, 로체스터 로열스가 웨스턴 디비전에 재합류했다.

### 디비전 우승 팀
| 시즌      | 우승팀                | 시즌 성적      |
| --------- | --------------------- | -------------- |
| 1949~1950 | 미니애폴리스 레이커스 | 51승 17패 .750 |

### NBA 파이널 우승
| 시즌      | 팀                    | 시즌 성적      |
| --------- | --------------------- | -------------- |
| 1949~1950 | 미니애폴리스 레이커스 | 51승 17패 .750 |

### 역대 팀별 디비전 우승한 연도
| 팀                    | 최근 우승한 연도 |
| --------------------- | ---------------- |
| 시카고 스태그스       | 빈칸             |
| 포트웨인 피스턴스     | 빈칸             |
| 미니애폴리스 레이커스 | 1950년           |
| 로체스터 로열스       | 빈칸             |
| 세인트루이스 보머스   | 빈칸             |

### 디비전 우승 횟수
| 횟수 | 팀                    |
| ---- | --------------------- |
| 1회  | 미니애폴리스 레이커스 |

## 같이 보기
- 애틀랜틱 디비전
- 사우스이스트 디비전
- 노스웨스트 디비전
- 퍼시픽 디비전
- 사우스웨스트 디비전
- 이스턴 디비전
- 웨스턴 디비전
- 미드웨스트 디비전